# Natursteinheizung
Die Natursteinheizung zählt im weiteren Sinne zur Familie der Teilspeicherheizungen.
Eine Natursteinheizung (auch teils umgangssprachlich allgemein Marmorheizung genannt) ist eine Elektroheizung, die jedoch anders als die meisten dieser Geräte einen besonders hohen Anteil an Wärmestrahlung aufweist.

## Aufbau
Sie besteht aus einer konventionellen Natursteinplatte sowie aus den jeweils unterschiedlichen elektrotechnischen Komponenten.
Zumeist wird die Natursteinheizung mittels vergossener Heizkabel erwärmt, die in eingefrästen Nuten eingebracht wurden.
Andere Formen der Wärmeerzeugung stellen verschiedene Platinen und Heizleiterschichten dar, die inmitten oder hinter dem Stein angebracht werden.

## Funktionsweise
Anders als eine Zentralheizung oder auch diverse Stromdirektheizgeräte (Teilspeicherheizung, Nachtspeicherheizung u. ä.) erzeugen Natursteinheizungen nicht primär Konvektionswärme, sondern Strahlungswärme (Infrarotstrahlung).
Der Stein erwärmt die raumumschließenden Flächen und jegliche sich im Raum befindliche Körper.

### Oberflächentemperatur
Aufgrund der trägen Wärmeleitfähigkeit des Natursteins besteht keine Verbrennungsgefahr.

## Elektrischer Anschluss
Es empfiehlt sich wie bei jeder Heizungsinstallation auch, die Natursteinheizung vom Fachbetrieb installieren zu lassen.